# Бронекатери типу Д
Дозорні бронекатери — тип російських та радянських дозорних, сторожових бронекатерів, що були побудовані у 1916 році компанією «Муллінс і Ко» (США). Перейшли до Радянської Росії після розпаду Російської імперії. Брали участь у Першій світовій війні, Громадянській та на початку Великої Вітчізняної війни. У вересні 1920 року їх перекласифіковано у сторожові катери, а з квітня 1925 року вони знаходилися у категорії бронекатерів типу Д (дозорні). В липні 1931 року катери включено до складу Дніпровскої флотилії. У 30-ті роки бронекатери типу Д пройшли модифікацію та оновлення. На 1940 рік залишалося 5 одиниць даного типу, тоді ж їх включили до складу Пінської флотилії під назвами-номерами № 201, 202, 203, 204, 205. На кінець вересня 1941 року усі бронекатери типу Д були втрачені.

## Служба у Російській імперії та під час революції
Усі 18 одиниць бронекатерів прибули до Росії у березні 1916 року на борту пароплава у Владивосток, потім відбулося перевезення залізницею до Петрограду. 4 катери опинилися на річці Західна Двіна, ще 12 одиниць перевезено до Мозиря, а 2 катери були залишені в тилу для підготовки та навчання особового складу. Два катери із мозирської групи у листопаді 1916 року переброшено на Дунай. Найбільш активно себе проявили бронекатери на річці Двіна. Тоді катер № 8 обстріляв з кулемета німецьку піхоту, що була недалеко від берега, але у відповідь корабель отримав влучення 152-мм снарядом та затонув. Під час революції два катери цього типу опинилися у Естонії. 6 одиниць були захоплені німцями у Мозирі у березні 1918 року. Формально деякі з них навіть побували короткий час у складі гетьманського флоту.

## Служба у Радянському флоті
На початку 1919 року у Києві була створена радянська Дніпровська флотилія (ДВФ). Її першими бойовими кораблями стали 5 бронекатерів типу Д, що отримали назви «Українець», «Ленін», «Карл Маркс», «Комуніст», «Шевченко». Але дуже скоро сталося перейменування у скромні номерні позначення: № 1, 2, 3, 4, 5. А влітку того ж року бронекатери вже брали участь у боях з бандами отаманів Зеленого, Струка та вели розвідку на річці Прип'ять, коли почалася війна з поляками. Найбільш всього постраждав катер № 1 — він був потоплений двічі. Під час польської окупації Києва ні один з бронекатерів не потрапив у руки ворога. Наприкінці 20-х років — напочатку 30-х років у складі ДВФ залишалося 4 бронекатери типу Д.
17.07.1940 року вже 5 бронекатерів типу Д з утриманням за штатом № 36/616-Е знаходяться у складі Пінської військової флотилії. На початок Великої Вітчизняної війни ці кораблі мали таке озброєння: 1х12,7-мм ДШК відкрито на кормі, 1х7,62-мм кулемет «Максим» у башті, 1х7,62-мм кулемет ДП-27 як легкий, переносний. Команда складалася з 7 осіб, з них 1 радист. На 22.06.1941 року командирами суден були:
- № 201 — лейтенант Петрів Ф. П.
- № 202 — молодший лейтенант Ураков Я. С.
- № 203 — молодший лейтенант Снетків А. Н.
- № 204 — технік-інтендат 2-го рангу Строганов А. С.
- № 205 — молодший лейтенант Стужко С. Ф.

З початком бойових дій 3 катери № 202, 204, 205 виконували бойові завдання на річці Березина, а № 201, 203 — на річці Прип'ять. Основний тип завдань — розвідка. 26 липня біля села Паричі на Березині загинув катер № 205. № 201 затонув на Прип'яті 24 серпня від зіткнення з монітором «Бобруйськ». В ніч на 31 серпня під час прориву групи кораблів Пінської флотилії із району Чорнобиль — Домантове до Києва, минаючи німецький плацдарм біля села Окунінове, № 204 був обстріляний німцями та загинув. А катери № 202 та 203 опинилися у Києві та були знищені 18 вересня 1941 р. за наказом Військової Ради 37-ї армії Південно-Західного фронту власними екіпажами під час відходу радянських військ з Києва, що супроводжувався другим німецьким штурмом Київського укріпрайону (після першого серпневого).
Як видно з бойового шляху бронекатерів, їх характеристики дозволяли брати участь лише у розвідувальних діях. Безпосередньо вогнева підтримка сухопутних військ була малоефективна — не вистачало вогневої сили та бронювання.